# Mikaela Mässing
Mikaela Eva Marija Mässing, född 13 mars 1994 i Fässbergs församling i Mölndal, är en svensk handbollsspelare (vänsternia).

## Klubbkarriär
År 2010 spelade  Mikaela Mässing i Kärra HF, då i Division 1 Västra. År 2012 blev hon utsedd till en av Sveriges största talanger av magasinet Match (hon var nummer 13 på listan). Efter säsongen 2012 lämnade Mässing Kärra för BK Heid. under 2014 lämnade Mässing Heid för H65 Höör i Skåne.
Den 5 februari 2016 skadade Mikaela Mässing korsbandet i en match mot VästeråsIrsta HF. Hon ledde 2016 skytteligan då hon skadades. Hon återkom efter skadan den 20 december 2016 i en match mot IK Sävehof. I maj 2017 var Mässing med och tog SM-guld med H65 Höör. Efter säsongen 2017/2018 erbjöds Mässing att bli professionell handbollsspelare men tackade nej till anbuden. Däremot efter säsongen 2019 lämnade hon H65 för tyska Thüringer HC. Tiden i Tyskland blev inte vad Mässing hade väntat sig och det blev inte så mycket speltid, Mässing beslutade sig för att byta klubb till HCM Baia Mare. Hon spenderade en säsong där, dock utan att spela en enda officiell match, på grund av knäskada. Hon bytte sedan till København Håndbold. Efter knäskadan har Mässing fortsatt problem med sitt knä som ska opereras på nytt på grund av broskskador i vänstra knäet.
Efter en lång skadeperiod valde hon 2022 att ta en paus från handbollen. I februari 2023 gick Alingsås HK ut med att Mässing gör en comeback, efter att ha tränat med klubben under en period.  Alingsås HK gick upp i Allsvenskan inför säsongen 2023/2024.

## Landslagskarriär
Mikaela Mässing spelade 48 ungdomslandskamper och gjorde 116 mål i dessa. A-landslagsdebut gjorde hon i en träningsturnering Seoul Cup i Sydkorea i juni 2018, mot först Sydkorea och sedan Ukraina.
Inför EM 2018 togs Mässing ut i bruttotruppen till EM 2018 i Frankrike. När sedan vänsternian Johanna Westberg tackade nej till EM fick Mässing göra mästerskapsdebut. Sverige slutade på sjätteplats och Mässing gjorde 8 mål på sju matcher.

## Meriter
- SM-guld 2017 med H65 Höör